# 오일랑
오일랑(吳日郞, 1938년 \~ )은 대한민국의 군인으로, 육군 준장으로 예편하였으며, 1979년 10·26 박정희 대통령 시해 사건 당시 국군보안사령부(이하 보안사) 군사정보과장을 역임하며 김재규 중앙정보부장의 체포 작전에 핵심 역할을 수행한 인물이다. 그는 1961년 갑종간부로 소위에 임관하였으며, 이후 군 내 정보·보안 분야에서 경력을 쌓았다. 보안사에서 근무하던 중 1979년 당시 보안사령관이었던 전두환의 직속 참모로 활동하였으며, 기조실장과 군사정보과장 등을 겸임하며 보안사의 대내외 정보망 운영과 기획 기능을 담당하였다.
1979년 10월 26일 밤, 박정희 대통령이 김재규 중앙정보부장에 의해 피살된 직후, 보안사는 대통령 시해 사건에 대한 즉각적인 대응을 시작하였다. 이 과정에서 당시 국방부 장관이었던 노재현은 전두환 보안사령관에게 김재규의 신병 확보를 지시하였고, 전두환은 보안사 내부 인사 중에서 오일랑 중령을 작전책임자로 지명하였다. 오일랑은 헌병대장 복장을 하고, 김진기 헌병감(준장) 및 이기덕 대위 등과 함께 작전을 수행하였다. 그는 김재규를 연행할 비상통로에 헌병 병력을 배치하여 김재규 수행원들을 차단하였고, 김재규를 보안사에서 준비한 차량에 태운 후 직접 동승하였다. 차량 이동 도중 오일랑은 김재규의 허리춤에 있던 권총을 무장해제하며 압수하였고, 이후 김재규를 서울 정동에 위치한 보안사 안가로 이송하였다.
김재규는 보안사 안가에서 잠시 체류한 뒤, 보안사 서빙고 수사분실로 이송되어 이학봉 중령 등으로부터 본격적인 수사를 받게 되었으며, 오일랑은 이 모든 작전이 차질 없이 실행되도록 현장에서 실질적 지휘를 맡았다. 당시 보안사는 중앙정보부에 비해 실병력이 부족하였고, 정보부의 반격 가능성도 있었기에 작전 수행의 정밀성과 기민함이 요구되었다. 이후 전두환은 이 작전을 바탕으로 김재규의 단독범행 사실을 기정사실화하고, 합동수사본부장 자격으로 언론에 발표하였으며, 이로써 신군부 세력의 본격적인 권력 장악이 시작되었다.
오일랑은 이후 보안사 기조실장, 대통령 경호실 안전처장, 한국토지개발공사 감사 등을 역임하며 군과 공기업 부문에서 활동하였고, 최종 계급은 준장으로 예편하였다. 10·26 사건 당시 현장지휘관으로서의 역할로 인해, 오일랑은 한국 현대사에서 박정희 정권의 종말과 전두환 정권의 부상을 잇는 연결고리 중 하나로 평가받는다.